# Čtyři základní tělesné šťávy
Podle starořeckých lékařů a filosofů obsahovalo lidské tělo čtyři základní tělesné šťávy: žlutou žluč, černou žluč, krev a hlen. Toto rozdělení dobře zapadalo do tehdejšího chápání světa. Čtvery tělesné šťávy se propojovaly se čtveřicí elementů: oheň, země, vzduch a voda. Byla spojována i se čtveřicí ročních období: jaro, léto, podzim a zima. Ve starověku, ve středověku a ještě i na počátku novověku byla v různém rozsahu přijímána teorie, že narušení rovnováhy mezi těmito čtyřmi tekutinami je příčinou chorob. Tuto teorii o nerovnováze tělesných šťáv popsal Hippokratés ve svých textech. Od teorie vycházející z existence těchto čtyř základních šťáv se odvozuje teorie čtyř temperamentů (cholerik, melancholik, sangvinik, flegmatik). Dnes má tato teorie už pouze historický význam.
| Tělesná tekutina | Období | Věk       | Element | Orgán         | Prostředí     | Temperament |
| krev             | jaro   | dětství   | vzduch  | játra         | teplo a vlhko | sangvinik   |
| žluč             | léto   | mládí     | oheň    | žlučník       | teplo a sucho | cholerik    |
| černá žluč       | podzim | dospělost | země    | slezina       | chlad a sucho | melancholik |
| hlen             | zima   | stáří     | voda    | mozek / plíce | chlad a vlhko | flegmatik   |

Možnou inspirací tohoto členění je staroindická ájurvéda, která je založena na podobném systému tří složek zvaných vata či váju (dosl. vzduch, ale v širším smyslu prána), pitta (žluč) a kapha (hlen). Ty jsou vyjádřením tří gun, základních charakteristik hmotného světa. Vata představuje radžas, pitta sattvu a kapha tamas.

## Funkce čtyř tělesných šťáv
- Žlutá žluč byla považovaná za škodlivou šťávu. Tělo se jí při nadbytku zbavovalo zvracením a byla pozorována při úplavici.
- Černé žluči přisuzoval Hippokratés škodlivost i přesto, že se v těle nevyskytovala. Její výskyt byl v těle přisuzován tmavé barvě zaschlé krve.
- Krev, spolu s mízou byla považovaná za životadárnou tekutinu a její nadbytek, obzvlášť v jarních měsících, škodil organismu. Na základě této chybné domněnky vzniklo tzv. pouštění žilou.
- Hlen byl, v malém množství, v těle přítomen a v zimním období, při jeho nadbytku, způsoboval nachlazení.